# Привокзальная улица (Зеленогорск)
Привокза́льная у́лица — улица в городе Зеленогорске Курортного района Санкт-Петербурга. Проходит от проспекта Ленина до Разъезжей улицы.
Название появилось в послевоенное время. Оно связано с тем, что улица проходит близ железнодорожного вокзала станции Зеленогорск. Первоначально Привокзальная улица проходила от проспекта Ленина не доходя до Дальней улицы. Продлили её до Разъезжей в 1980-х годах. Причем этот новый участок представляет собой пешеходную дорожку, отделяющую жилые дома от Верхнего сквера.

## Застройка
- № 3 — жилой дом (1988 г.[3])
- № 5 — жилой дом (1987 г.[3]), выходит на Дальнюю улицу
- № 7 — жилой дом (1985 г.[3])

## Перекрёстки
- проспект Ленина
- Дальняя улица
- Разъезжая улица